# Dolemite Is My Name
Dolemite Is My Name (bra: Meu Nome É Dolemite; prt: Chamem-Me Dolemite) é um comédia biográfica estadunidense de 2019, dirigido por Craig Brewer, com roteiro de Scott Alexander e Larry Karaszewski baseado na vida do entertainer Rudy Ray Moore, conhecido como o 'Padrinho do rap'.
Estrelado por Eddie Murphy, o filme mostra a trajetória de Rudy, que se destacou na comédia stand-up e posteriormente no gênero blaxploitation interpretando o personagem Dolemite, um cafetão com habilidades no kung-fu e humor vulgar, com piadas rimadas com palavrões. Conta ainda com Keegan-Michael Key, Craig Robinson, Mike Epps, Da'Vine Joy Randolph, Ron Cephas Jones e Wesley Snipes, além de participações de Chris Rock e Snoop Dogg no elenco. 
Dolemite Is My Name teve sua estréia mundial no Festival Internacional de Cinema de Toronto em setembro de 2019.
O filme teve críticas positivas, com elogios à performance e ao retorno de Murphy aos filmes, além de roteiro, figurinos de época e senso de humor. Foi escolhido pelo National Board of Review e pela revista Time como um dos dez melhores filmes do ano. No 77º Prêmios Globo de Ouro, o filme foi indicado a Melhor Filme - Musical ou Comédia e Melhor Ator (Murphy).
Dedicado ao seu irmão mais velho, Charlie, que morreu em 2017, é o primeiro filme com classificação R (17 anos) de Murphy desde Life.

## Elenco
- Eddie Murphy como Rudy Ray Moore / Dolemite[4]
- Da'Vine Joy Randolph como Lady Reed
- Keegan-Michael Key como Jerry Jones
- Mike Epps como Jimmy Lynch
- Craig Robinson como Ben Taylor
- Tituss Burgess como  Theodore Toney
- Wesley Snipes como D'Urville Martin[8]
- Aleksandar Filimonović como Joseph Bihari
- Tip "T.I." Harris como Walter Crane
- Chris Rock como  Bobby Vale
- Ron Cephas Jones como Ricco[9]
- Luenell como tia de Rudy
- Gerald Downey como Bob Brooks
- Joshua Weinstein como John McCarthy
- Allen Rueckert como Allan Jon Fox
- Kodi Smit-McPhee como Nicholas Josef von Sternberg
- Tommie Earl Jenkins
- Snoop Dogg como Roj
- Bob Odenkirk como Lawrence Woolner
- Baker Chase Powell como Steven Dodd
- Barry Shabaka Henley como Demond
- Tasha Smith como esposa de Jimmy
- Jill Savel como atriz branca

## Produção
Em 7 de junho de 2018, foi anunciado que Craig Brewer dirigiria o filme, a partir de um roteiro de Scott Alexander e Larry Karaszewski, com produção e distribuição da Netflix. Eddie Murphy foi escolhido para interpretar Rudy Ray Moore. Mais tarde, naquele mesmo mês, o resto do elenco principal também foi anunciado. Em julho de 2018, Chris Rock e Ron Cephas Jones se juntaram ao elenco. As filmagens principais foram iniciadas em 12 de junho de 2018.
|                                                      |  |  |
| Eddie Murphy interpreta o comediante Rudy Ray Moore. |  |  |

## Lançamento
Dolemite Is My Name teve sua estréia mundial no Festival Internacional de Cinema de Toronto em setembro de 2019.
| |  |  |
| Wesley Snipes interpreta o diretor e comediante D'Urville Martin, outro pioneiro do gênero blaxploitation e amigo pessoal de Moore. |  |  |

## Recepção
"Meu nome é Dolemite" recebeu no site agregador de críticas, Rotten Tomatoes, 97% de aprovação dos criticos, sendo certificado como um filme "cool" (legal). No Metacritic, o filme recebeu uma pontuação de 76, em 100, com base em 39 críticas. Nos sites brasileiros, AdoroCinema e Omelete, o filme ganhou 5 e 4 estrelas respectivamente. O filme venceu a categoria de melhor comédia e melhor figurino no Critic's Choice Awards de 2020. 
| Prêmio                                           | Categoria                         | Complemento         | Resultado                 |
| ------------------------------------------------ | --------------------------------- | ------------------- | ------------------------- |
| Globo de Ouro 2020                               | Melhor filme - comédia ou musical |                     | Indicado                  |
| Globo de Ouro 2020                               | Melhor ator - comédia ou musical  | Eddie Murphy        | Indicado                  |
| Critics' Choice Awards 2020                      | Melhor Ator                       | Eddie Murphy        | Indicado                  |
| Critics' Choice Awards 2020                      | Melhor design de figurino         | Ruth E. Carter      | Venceu                    |
| Critics' Choice Awards 2020                      | Melhor cabelo e maquiagem         | [ quem? ]           | Indicado                  |
| Critics' Choice Awards 2020                      | Melhor filme de comédia           |                     | Venceu                    |
| ACE Eddie Awards 2020                            | Melhor edição em filme de comédia | Billy Fox           | Indicado                  |
| Satellite Awards 2020                            | Melhor ator em comédia ou musical | Eddie Murphy        | Pendente                  |
| African American Film Critics Association Awards | Melhor ator                       | Eddie Murphy        | Venceu[carece de fontes?] |
| African American Film Critics Association Awards | Melhor atriz coadjuvante          | Da'Vine Joy Randolh | Venceu[carece de fontes?] |